# Bruce (киберспортмен)
Игорь Андреевич Уткин (18 января 1985, Ленинград), также известный как Bruce, — российский профессиональный игрок в StarCraft: Brood War, завершивший карьеру, комментатор матчей, основатель профессиональной киберспортивной команды ROX и генеральный директор рекламного агентства Power Ducks.

## Игровая карьера в киберспорте
Bruce начал выступать на киберспортивных турнирах по StarCraft: Brood War в 2003 году, выиграл ряд турниров в Санкт-Петербурге в форматах один на один и два на два в 2003 и 2004 годах. Выступал за команды Black Shark Team, PGC, pro-gaming.de, M19, Fm и Zebra, после чего стал основателем и одним из первых игроков профессиональной киберспортивной команды ROX.
Несмотря на то, что с момента основания команды Игорь совмещал функции руководителя, менеджера и тренера, он продолжал выступать на турнирах как игрок, победил на отборочном этапе WCG Санкт-Петербурга 2008, занял второе место на WCG Россия 2009, несколько раз участвовал в гранд-финалах World Cyber Games в составе сборной России и вышел в ⅛ финала в сезоне 2008.
Когда Bruce начинал карьеру, игроки в StarCraft: Brood War редко специализировались на какой-то определённой расе в игре. Позже от стал играть за расу протоссов, но при этом был известен тем, что не играл зеркальный матчап, выбирая расу зергов против протоссов.

## Руководящая и тренерская работа в киберспорте
Игорь Уткин стал одним из первых тренеров по киберспорту в СНГ. В 2005 году он выступал в роли тренера для Андрея «Androide» Ершова и Вахтанга «Ex» Закиева при подготовке в гранд-финалу WCG 2005б где они впоследствии заняли 2 и 5 места соответственно.
Позже подготовка к крупным турнирам также использовалась и в ROX, когда команда собиралась на тренировочные сборы на длительный период времени. Благодаря этой практике и удачной кадровой политике, ROX смогли стать сильнейшей командой в России по StarCraft: Brood War, полностью заняв подиум WCG Россия в 2008 и 2009 годах и взяв первое и второе места в 2010 году.
После выхода StarCraft II в 2010 году и перехода мировой соревновательной сцены RTS на эту дисциплину, Bruce перестал выступать как игрок и сосредоточился на управлении командой, в том числе составами по другим дисциплинам и работой с новыми партнёрами, а позже основал рекламное агентство Power Ducks.
За годы существования команды ROX, её игроки завоевали более ста медалей на турнирах различного значения, от местных и онлайн-турниров до международных финалов.

## Комментирование киберспортивных матчей
Игорь Уткин начал заниматься комментированием киберспортивных матчей по StarCraft: Brood War в 2003 году, когда редакция журнала Навигатор игрового мира согласилась выпускать аудиокомментарии к матчам на диске — приложении к журналу. Первые комментарии были записаны в формате аудио-подкастов, которые зритель должен был сам запускать одновременно с реплеем игры; позже появилась техническая возможность записывать полноценные видео. Все они традиционно начинались с фразы: «Всем привет, с вами Брюс, он же Игорь Андреевич».
Для комментирования в основном использовались собственные игры Игоря, а также матчи российских и мировых финалов WCG и матчи с корейских профессиональных соревнований. Комментирование матчей принесло ему широкую известность среди аудитории StarCraft: Brood War, а также способствовало развитию соревновательной сцены в данной дисциплине, поскольку многие игроки начали увлекаться турнирами и познакомились с корейской профессиональной сценой именно благодаря этим записям.

## Организация киберспортивных соревнований
Игорь дебютировал как организатор киберспортивных мероприятий в 2005 году, когда вместе с Михаилом «Miker» Мирчуком провёл крупный киберспортивный турнир в торгово-выставочном комплексе «Ленэкспо» в Санкт-Петербурге. В дальнейшем он стал одним из авторов серии турниров Intel Challenge Cup (позже был преобразован в турниры StarSeries), несколько раз участвовал в организации региональных и национальных отборочных этапов WCG в России (совместно с Федерацией киберспорта России), организовал Всероссийский турнир Beeline по StarCraft II), а также ряд шоу-матчей и выставочных турниров с участием сильнейших игроков из СНГ.

## Рекламная деятельность и цифровой маркетинг
В 2014 году Игорь Уткин основал рекламное агентство Power Ducks и занял в нём пост генерального директора. Агентство оказывает консультационно-маркетинговые услуги в компьютерно-игровой индустрии и специализируется на проведении различных рекламных акций, в том числе киберспортивных соревнований, шоу-матчей, презентаций, выставочных стендов и тому подобному. Среди клиентов Power Ducks — компании Великобритании, Германии, США и стран СНГ, в том числе Tornado Energy, Roccat, Razer, Samsung, Lenovo, Mail.Ru Group, Kaspersky Lab, Monster Energy и другие.

## Основные достижения в киберспорте
- 1 место — WGTOUR, 2003 (европейская рейтинговая система)
- 2 место — WSL, 2004 (платная мировая рейтинговая система)
- 3 место — WCG Санкт-Петербург, 2004
- 2 место — Asus Spring 2005
- 2 место — 10 weeks Plantronics, 2005
- 1 место — WCG Санкт-Петербург, 2008
- 9-16 место — WCG Гранд-финал, 2008
- 2 место — WCG Россия, 2009